# ヒュンダイ・i30
i30（アイ・サーティー）は、韓国の現代自動車が製造・販売しているCセグメントクラスの乗用車である。

## 概要
エラントラをベースとする、ハッチバックを中核とする車両である。ただし世代によってはステーションワゴンやファストバックセダンも存在する。

### エラントラとの関係について
元々エラントラがベースとなっているi30であるが、i30およびエラントラの販売にあたり以下のような状況が発生している。
- 北米市場においてはi30がFD系の頃からエラントラGT（ハッチバック）/エラントラツーリング（ワゴン）の名称で販売されている。
  - なお、エラントラに｢ツーリング｣がついた前例としては2代目ワゴン韓国仕様の｢アヴァンテ・ツーリング｣がある。
- オーストラリアでは逆にエラントラがADからCN7にフルチェンジした際に名称が変更され、CN7がi30セダンとして販売されている。
- 日本市場においてはXDエラントラと入れ替わる形でFD系が導入された。

## 歴史

### 初代（2007年-2012年、FD/FDW型）
2007年3月のジュネーヴモーターショーで世界初公開された。2006年のパリモーターショーに出展されたHED-3アーネズ （Arnejs） コンセプトの市販モデルにあたる。
先に登場した姉妹車、キア・シードをベースにして開発されたCセグメントに分類される欧州戦略車である。
ヒュンダイではi30以後、欧州市場向け車種を「i○○」というネーミングに統一する方針を打ち出しており、後にAセグメント車がi10、Bセグメント車がi20、ソナタ代替となるDセグメントセダン/ワゴンがi40の車名でデビューしている。国によってはスタレックスやエラントラもそれぞれ｢iMAX（オーストラリア）｣、｢i35｣の名称で販売されている。
当初は韓国・蔚山工場で生産されていたが、後にチェコ・ノショヴィツェの新工場が稼動して現地生産が開始された。
エンジンは直列4気筒ガソリン1.4L・1.6L（ガンマエンジン）・2.0L（ベータエンジン）と直4ディーゼルターボ1.6L・2.0Lがラインナップされている。韓国市場では当初はガソリン・ディーゼルともに1.6L車のみのラインナップだったが、2007年12月に輸入ハッチバック車への対抗としてガソリン2.0L車も投入された。

#### i30cw（米国名：エラントラツーリング）
ステーションワゴンの「i30cw」は2007年のソウルモーターショーで発表された。ハッチバックのi30をベースに全長を230mm延長し、後席の使い勝手を高めている。北米では「エラントラ・ツーリング」として発表されている。

#### 日本仕様
日本市場へは2008年7月19日から、まずハッチバックが全国のヒュンダイ販売店で発売された。
日本仕様車は1.6GL/2.0GLS（全車AT）が設定されていた。エラントラの約140万-175万円という国内のライバル車種に比べ割安な販売価格を考えた場合、i30は約177万-207万円（税込み）と一見国内ライバル車種と変わらない価格のように見えるが、価格を下げない代わりに装備、特に安全装備を充実させているとされた。具体的にはイモビライザーやiPod/USBメモリ対応6スピーカーCDラジオ、さらにはCセグメントの日本車（国内仕様）ではオプション設定となることの多いである6エアバッグシステム（フロントデュアル/フロントサイド/カーテン）、EBD付きABSが全車に、さらに2.0GLSにはESPも標準装備されていた。
その後、i30cwを2009年6月8日に発表、翌9日に発売開始。グレードはi30同様に1.6GLと2.0GLSの2種だが、2.0GLSに装備されるアルミホイールは16インチとなっていた。
2009年末をもって乗用車販売より撤退したため、本車の販売も終了した。

#### 受賞履歴
- 日本では2007年にグッドデザイン賞を受賞した[4]。

- オーストラリアでは2007年カーオブザイヤーを受賞している[5]。

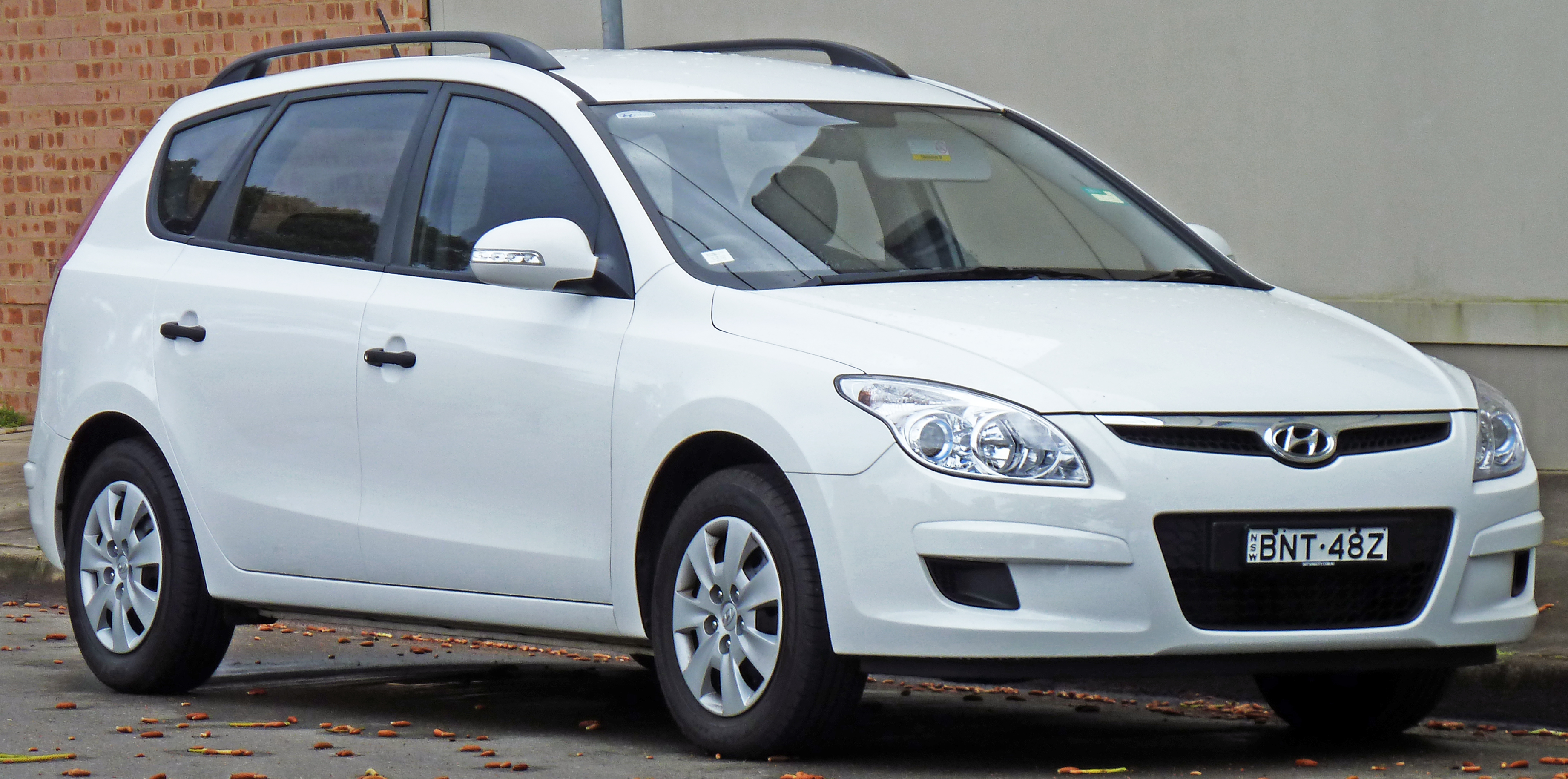
i30cw フロント
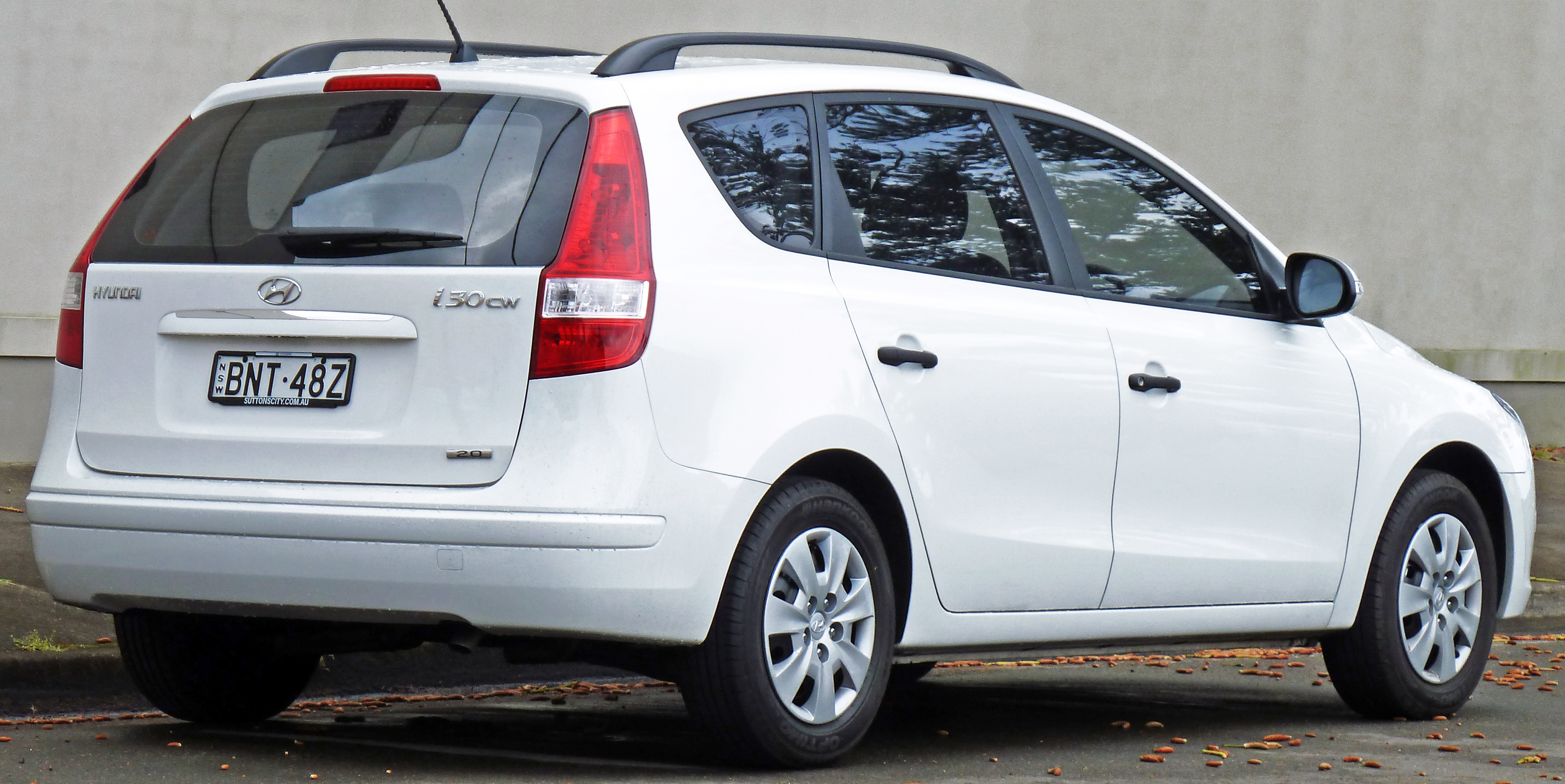
i30cw リア
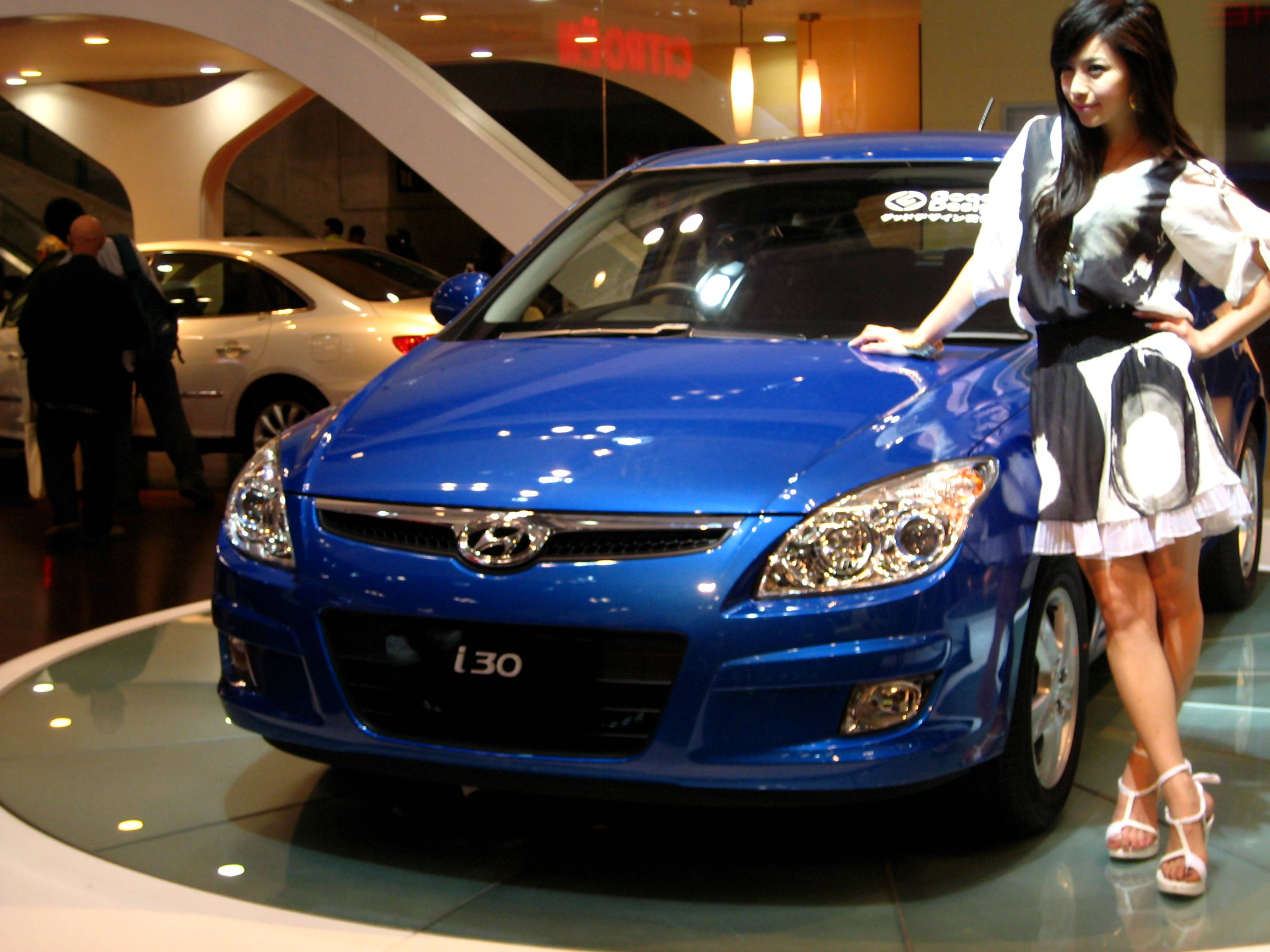
東京モーターショー2007に出展されたi30
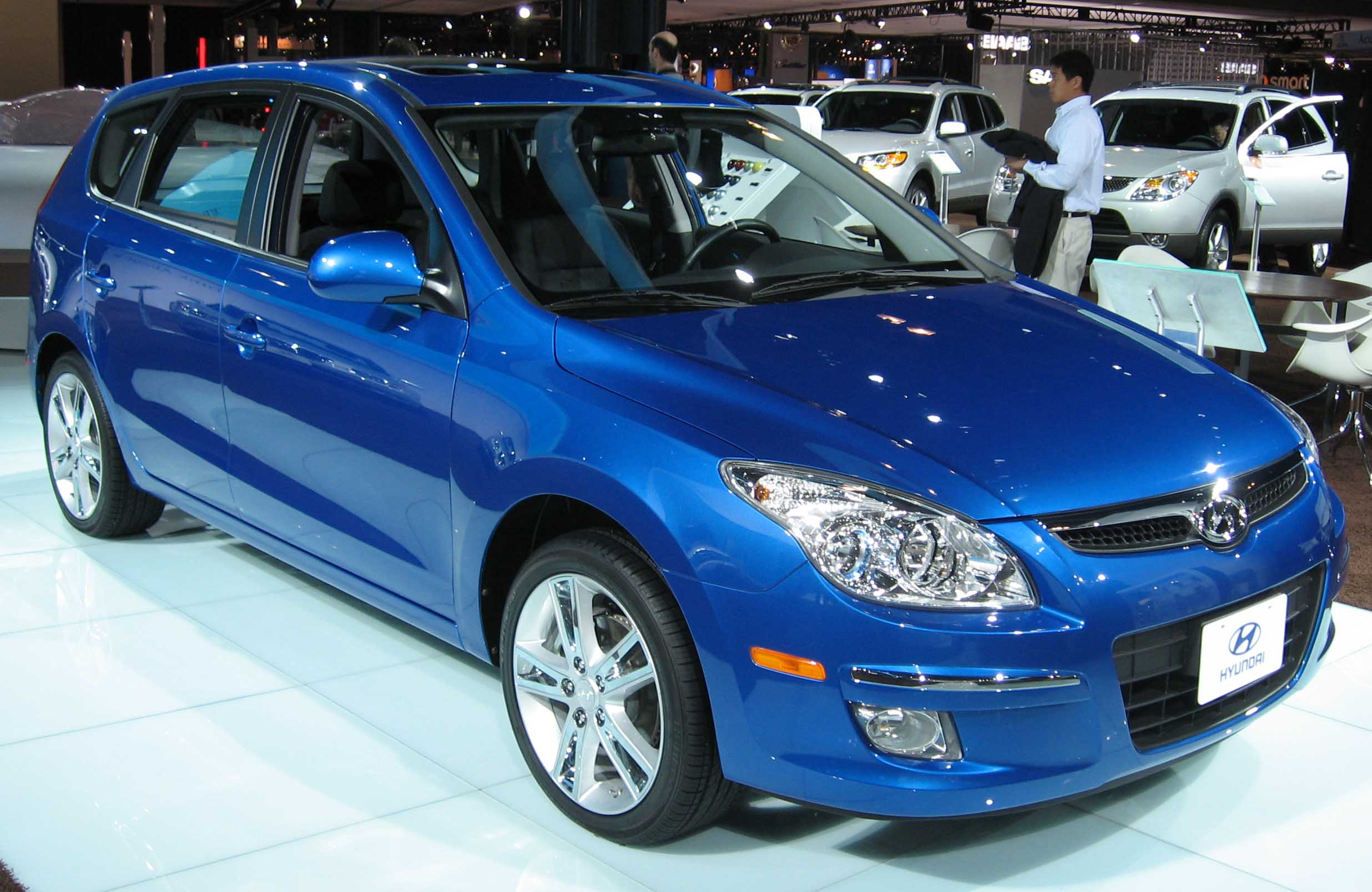
NYIASに出展されたエラントラツーリング(i30cw米国仕様)

#### ラインナップ
プレミアはいずれも2010年にワールドカップスペシャルエディションに改称して限定販売した後、プレミアに再改称。エクストリームはいずれも2010年に廃止。i301.6Lガソリンのプレミアブラウンスペシャルは2010年ブラウンスペシャルに改称。
| 区分  | 1.6Lガソリン                                                                                                   | 2.0Lガソリン                           | 1.6Lディーゼル                                      |
| ----- | --- | -------------------------------------- | --------------------------------------------------- |
| i30   | トレンディ デラックス ラグジュアリー プレミア プレミアブラウンスペシャル エクストリーム トップ トップVIPパック | ラグジュアリー プレミア エクストリーム | トレンディ デラックス ラグジュアリー エクストリーム |
| i30cw | トレンディ デラックス ラグジュアリー プレミア                                                                  | ラグジュアリー プレミア エクストリーム | デラックス ラグジュアリー プレミア                  |

### 2代目（2010年-2018年、GD型）
2011年9月のフランクフルトモーターショーにて世界初公開。同年10月20日、韓国にて発売。
MD型アバンテとプラットフォームやエンジンを共用し、ヴェロスター同様「PREMIUM YOUNIQUE LIFESTYLE」（i40登場後以前は「Premium Youth Lab」）と銘打った若者向けプレミアム路線を目指すことになった。
スタイリングは6代目ソナタ以降、ヒュンダイのデザイン哲学である「流体の彫刻」を具現化したもので、内外装とも初代とは打って変わってダイナミックなものへと変貌している。また、クラスで初めて電子式パーキングブレーキや格納式リヤカメラ、7エアバッグ、フレックスステアリング等を装備した。
2012年6月には欧州市場専用の「i30ワゴン」が追加された。全長4,485mmは5ドア比＋185mm。エンジンは3種のガソリンと3種のディーゼルを用意。チェコのノショヴィツェ工場で生産される。
2015年1月、韓国仕様に改良が施され、フロントマスク、アルミホイールなどが新意匠となり、1.6L・VGTディーゼルエンジンがユーロ6に適合して、新たにDCTを組み合わせた。同時に、1.6L・GDiエンジンがラインナップから外れた。

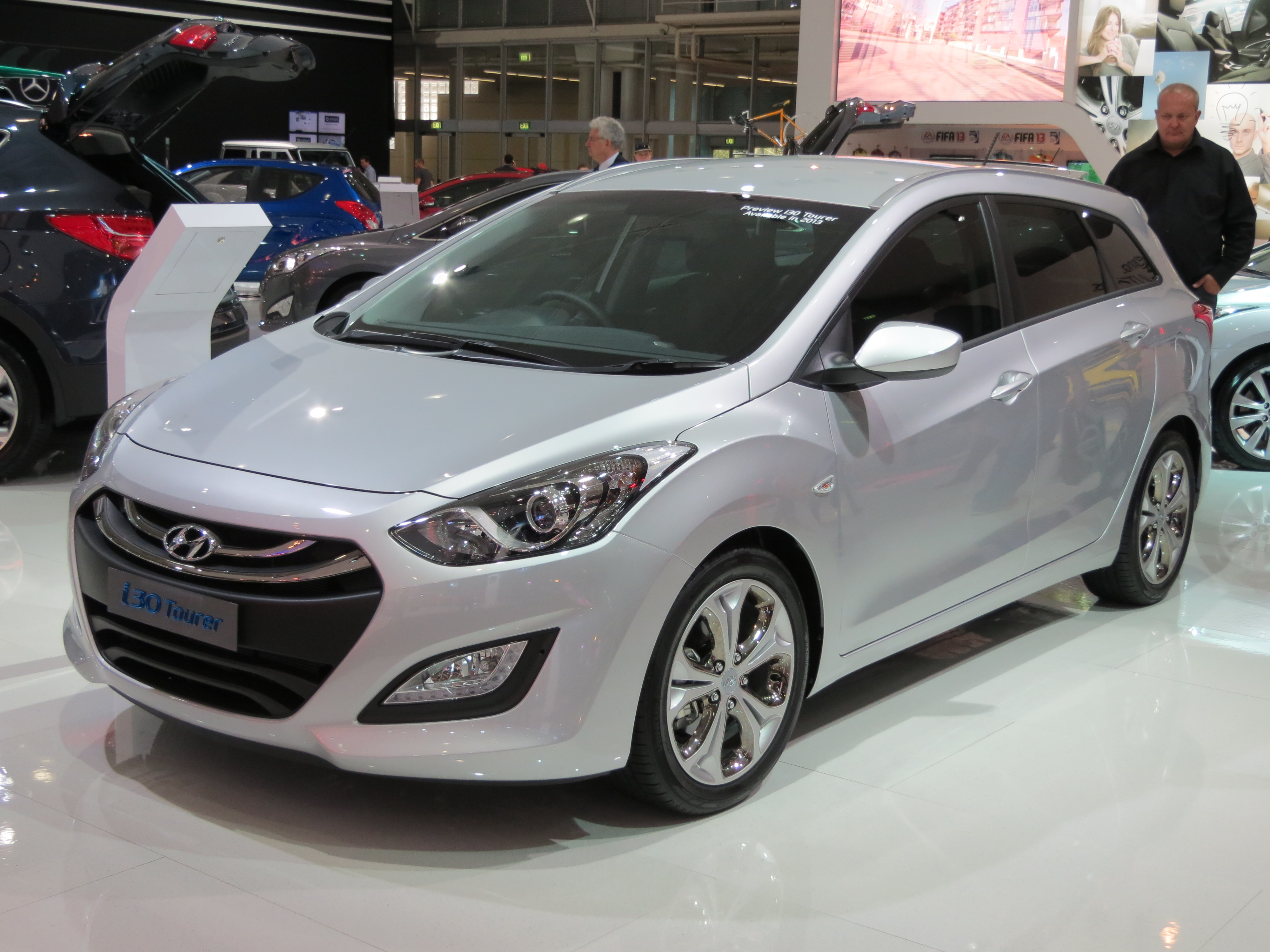
ワゴン フロント
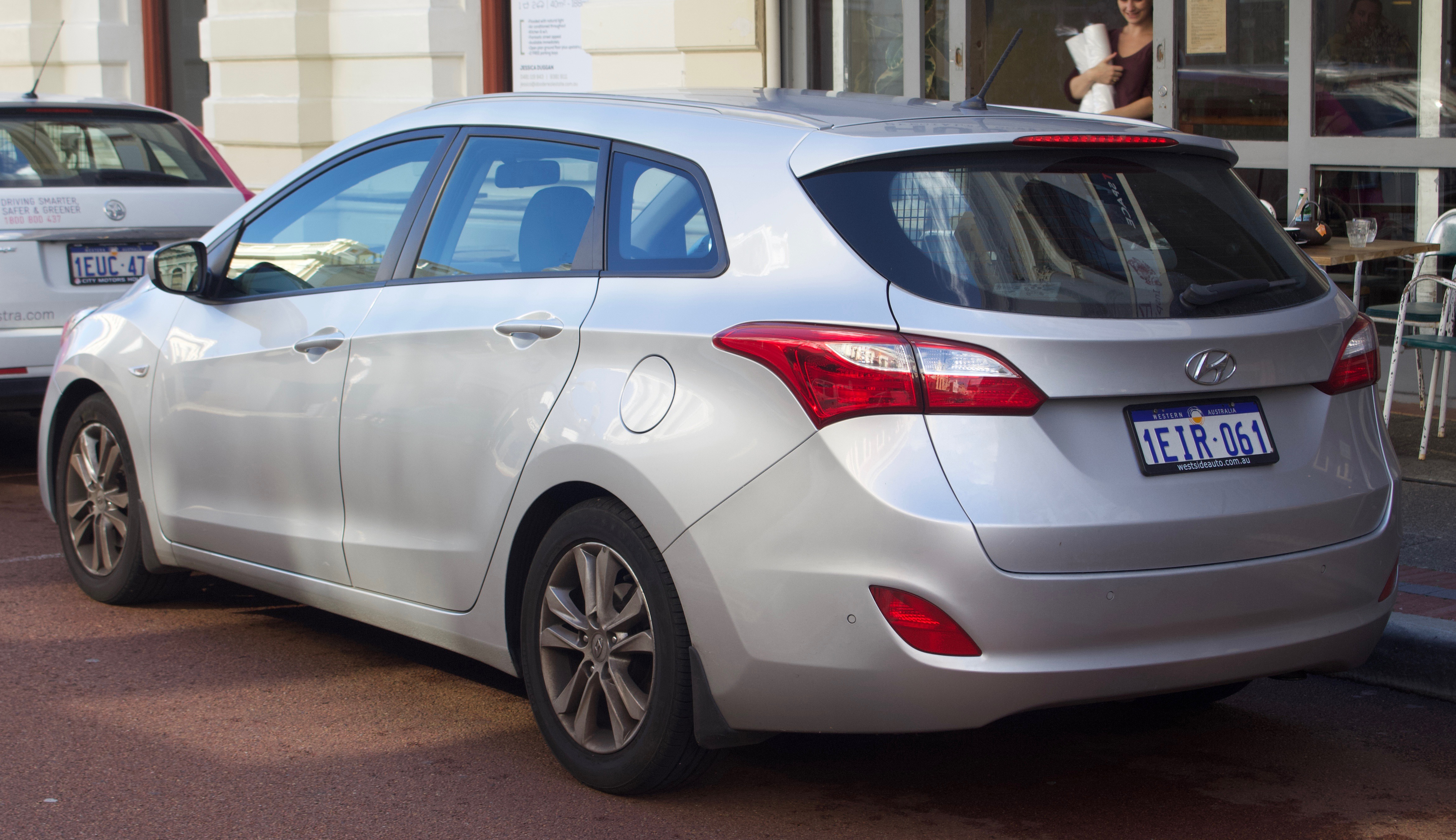
ワゴン リア

| 区分 | 1.6Lガソリン                         | 1.6Lディーゼル                       | 2.0Lガソリン |
| ---- | ------------------------------------ | ------------------------------------ | ------------ |
| i30  | ユニーク PYL PYL TUIX ブラックライト | ユニーク PYL PYL TUIX ブラックライト | Dスペック    |

### 3代目（2016年-、PD型）
2016年9月、韓国にて発表。同月にはモンディアル・ド・ロトモビルでも発表された。AD型アバンテのプラットフォームをベースに開発された。
フロントには陶磁器の曲線をモチーフにした「カスケーディンググリル」が採用された。これは今後登場するヒュンダイ車に順次採用される。
使用する超高張力鋼の割合を27％から53.5％に拡大し、強度を向上させた。足回りに関しては、リヤが先代のトーションビームから初代と同じマルチリンクに戻った。
韓国では5ドアハッチバックの設定のみだが、海外の市場によってはワゴンやファストバックの設定も存在する。2017年7月13日（ドイツ現地時間）には、ファストバックが初めて公開されたが、 これは欧州のみでの販売となっている。2018年10月24日にリリースされたNライントリムは、ヒュンダイの高性能ブランドである「N」の感性を感じることができるよう、ブラックメッシュタイプのラジエーターグリル、ブラックベゼルヘッドランプ、専用バンパー、いくつかのチューニングが施されたサスペンションなどが装備され、タイヤはミシュランのスポーツタイヤであるパイロットスポーツ4を装着する。
2020年2月にフェイスリフトが行われ、よりスリムなLEDヘッドランプとなった。また、18インチのアロイホイール、7インチのデジタルメータークラスター、10.25インチのタッチスクリーンインフォテインメントシステム、Hyundai SmartSenseアドバンスドセーフティパッケージといった新たな装備も同時に追加された。ただし、韓国国内では販売不振を理由としてフェイスリフトモデルを販売せず、2020年5月よりi30自体の販売を停止している。また、同年9月には北米市場でも販売中止となった。但し、欧州市場とオセアニア市場については2021年9月現在においても引き続き販売されている。また、1.0L T-GDIおよび1.5L T-GDIは、48Vのマイルドハイブリッドテクノロジーと組み合わされる。
なお、オセアニア向けエラントラはCN7系へのフルモデルチェンジと同時に「i30セダン」に改名され、i30の兄弟車種という位置付けとなっている。

#### i30 N（2017年9月 - ）
2017年7月13日（ドイツ現地時間）に初めて公開。同グレードは、2015年にヒュンダイが発表した高性能ブランドである「N」の最初のラインナップとなる。2.0LシータⅡT-GDiガソリンエンジンに6速マニュアルトランスミッションが組み合わされ、通常モデルは240馬力、パフォーマンスパックは275馬力の最高出力を誇る。また一時的に出力を高めるオーバーブーストとローンチコントロール、電子制御式LSD、電子制御サスペンション、「N」専用の高性能タイヤなど、同ブランドにふさわしい仕様となっている。走行場面に応じて5つの走行モードを選択することができ、走行モードに応じて排気音が可変排気バルブシステムを介して調節される。
2018年10月に開催されたパリモーターショーでは、i30 N ファストバックも披露した。チェコ工場で生産され、欧州とオーストラリアのみの販売となる。
2017年に完全子会社のヒュンダイ・モータースポーツGmbHが開発した、レーシングカーモデルの「i30 N TCR」が発売されている。サーキット専用モデルで公道走行はできないが、128,000ユーロ（1ユーロ130円として1664万円）から一般人でも購入が可能。FIA（国際自動車連盟）の定めるTCR規定に最適化され、専用のシャーシと安全装備を備えている。
2021年にフェイスリフトを実施。パフォーマンスパックの出力を従来の275馬力から280馬力に向上。ブレーキディスクを345mmから360mmにサイズアップさせ、フロントシートを軽量の物に変更。アロイホイールのデザインも変更された。
2024年2月24日、2025年7月からの環境規制に対応出来ないため、i30NとファストバックNのイギリス及びEU圏内での販売を終了。在庫販売対応となる。一方オーストラリアを中心としたそれ以外での地域では継続販売される。

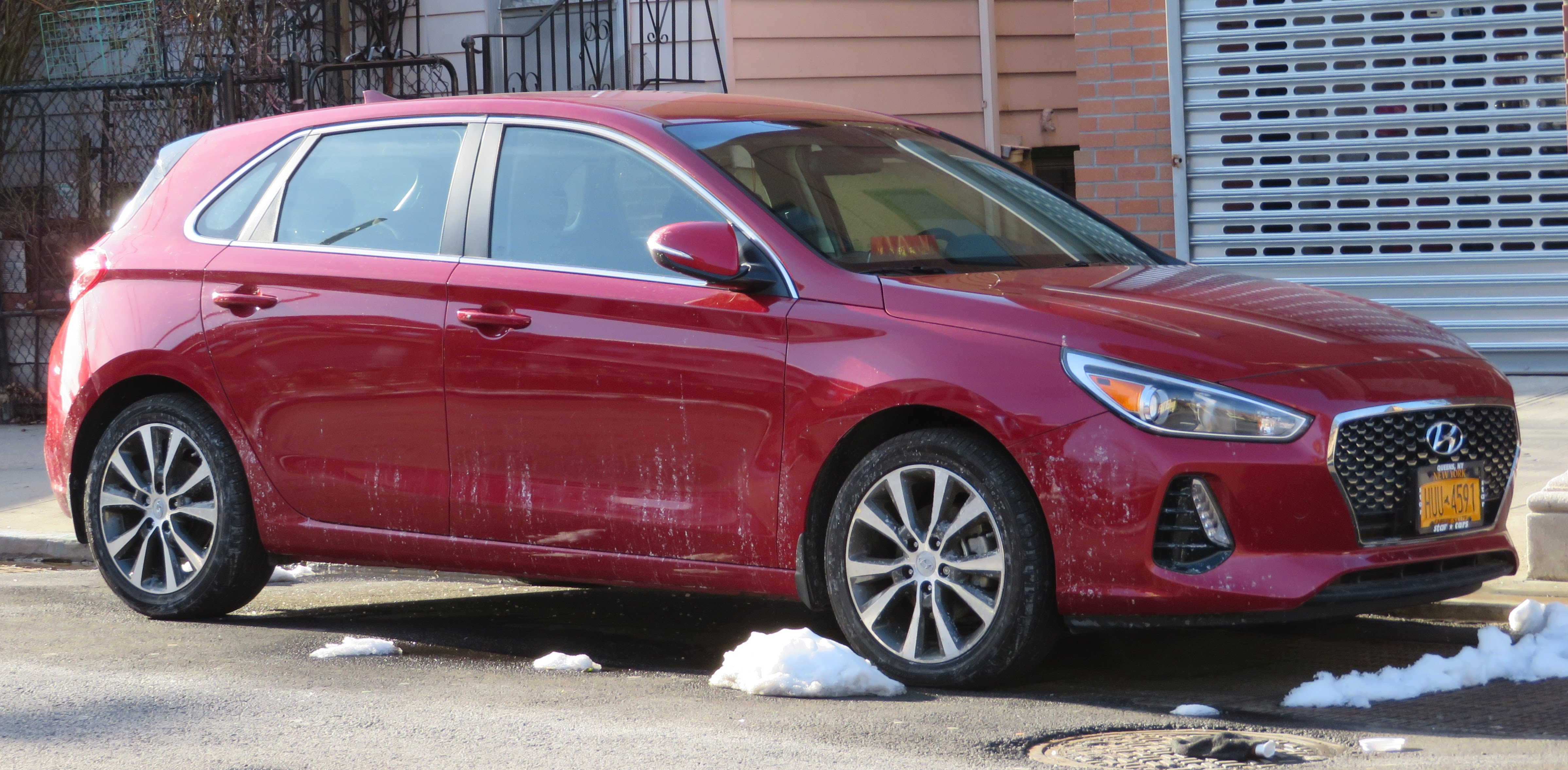
北米仕様ヒュンダイ エラントラGT

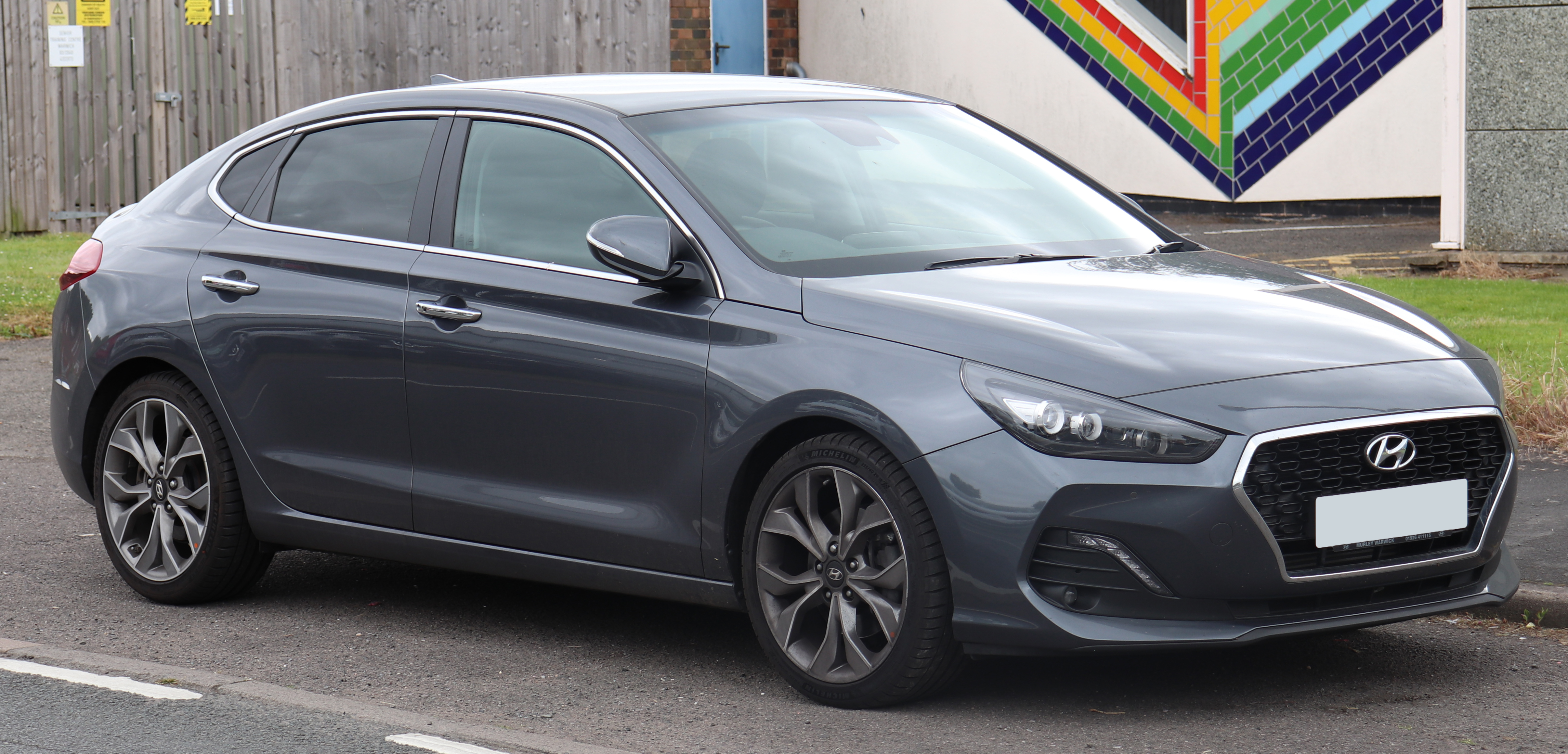
ファストバック フロント
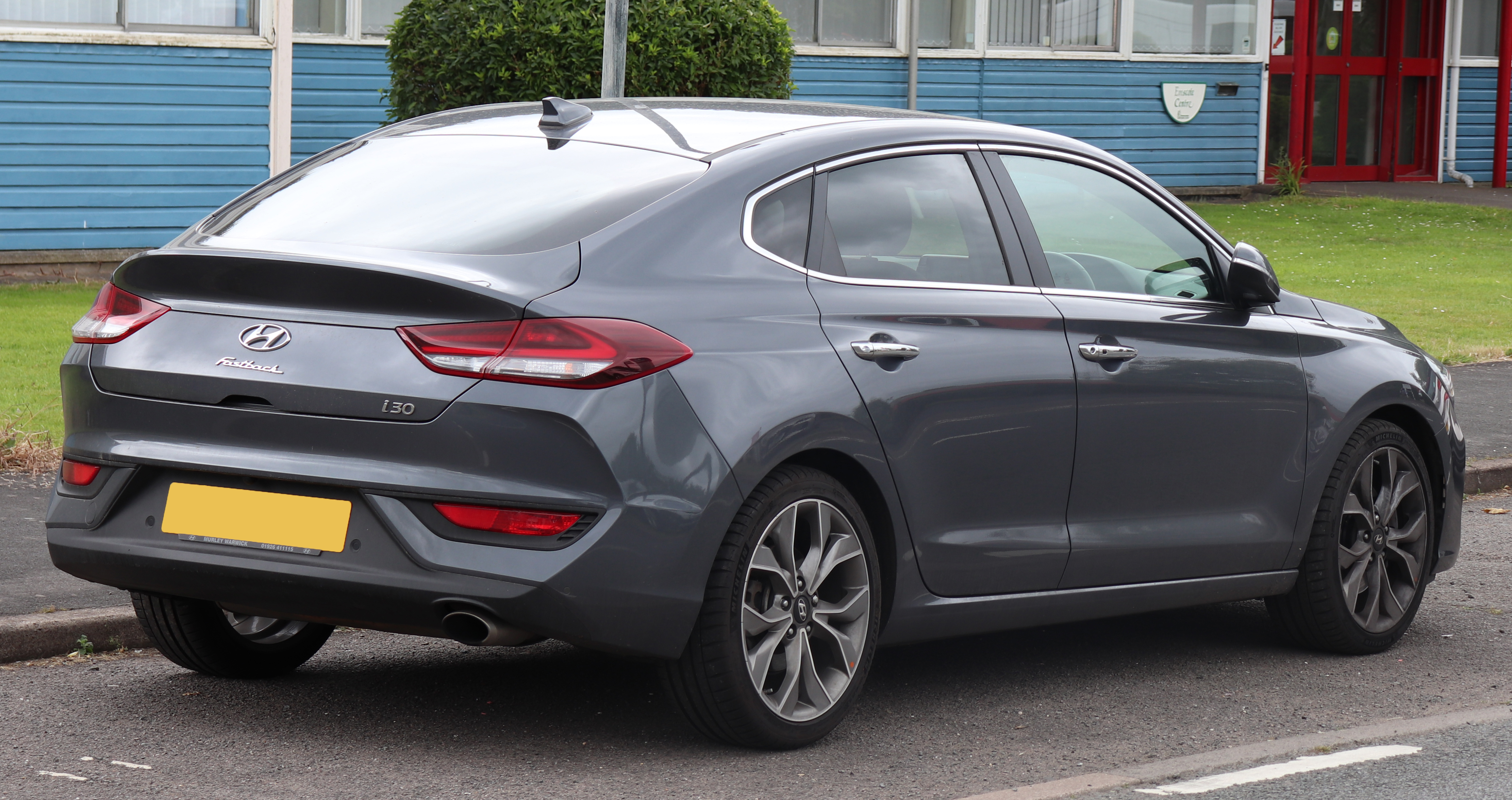
ファストバック リア
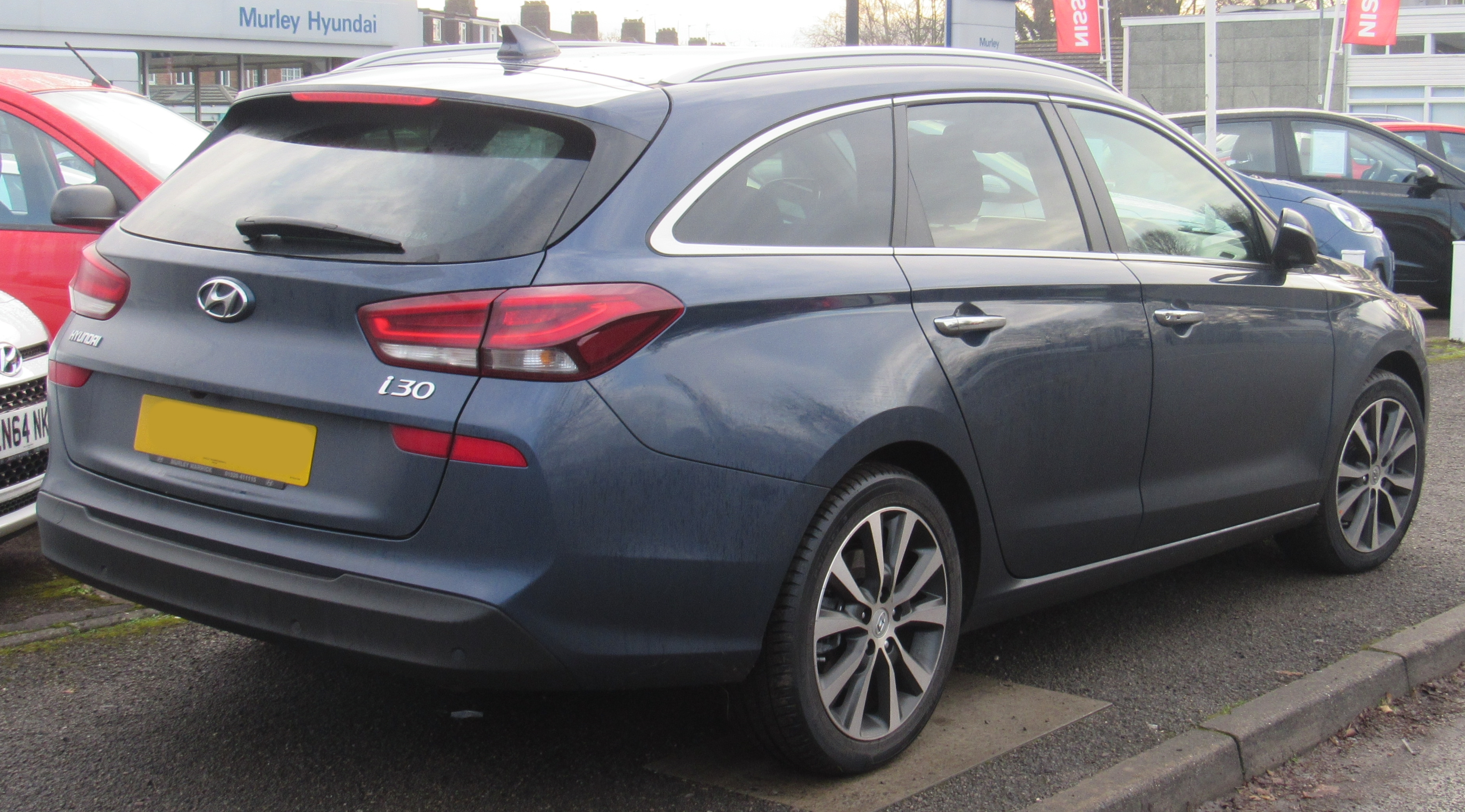
ワゴン　リア
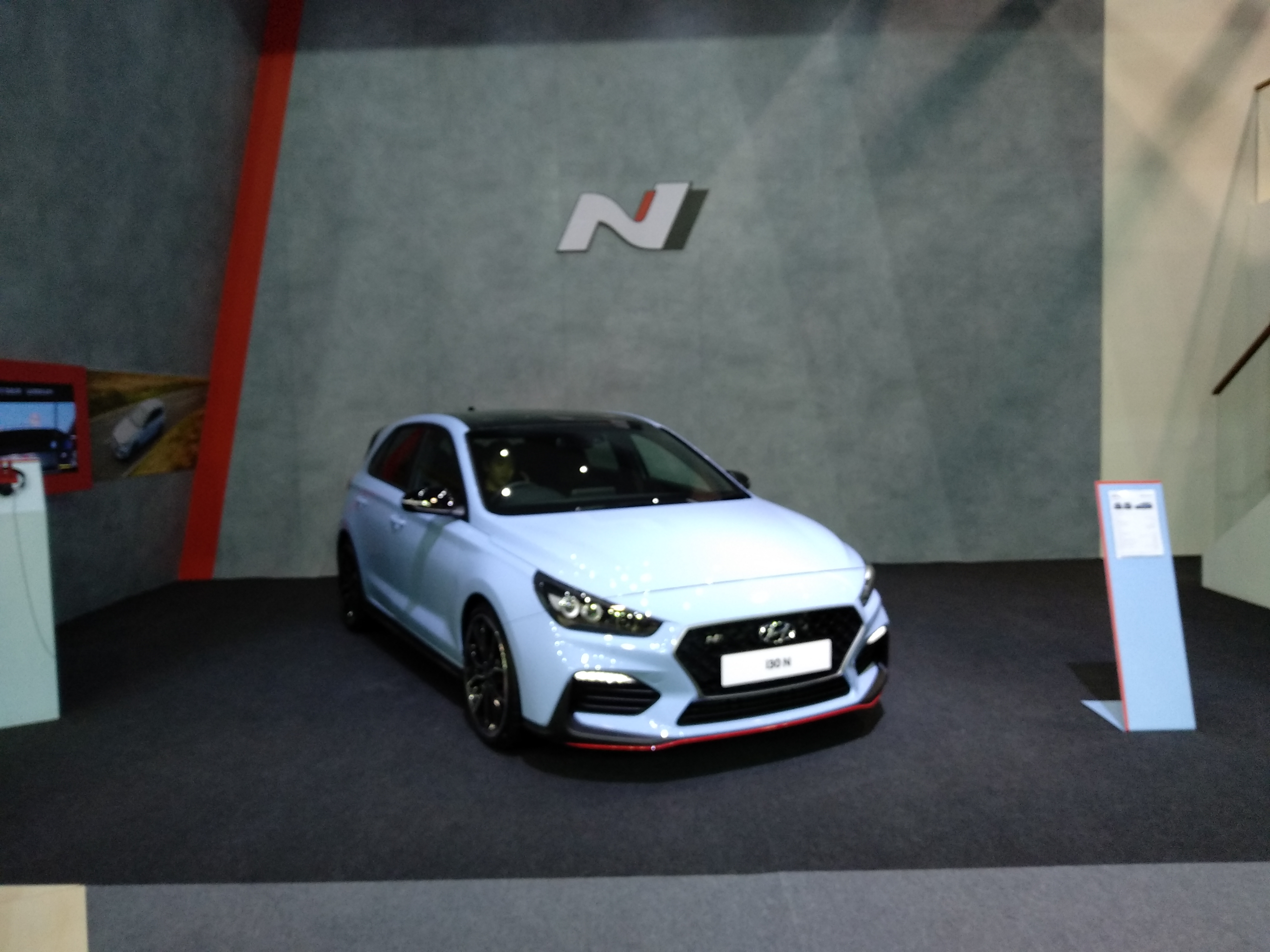
i30 N
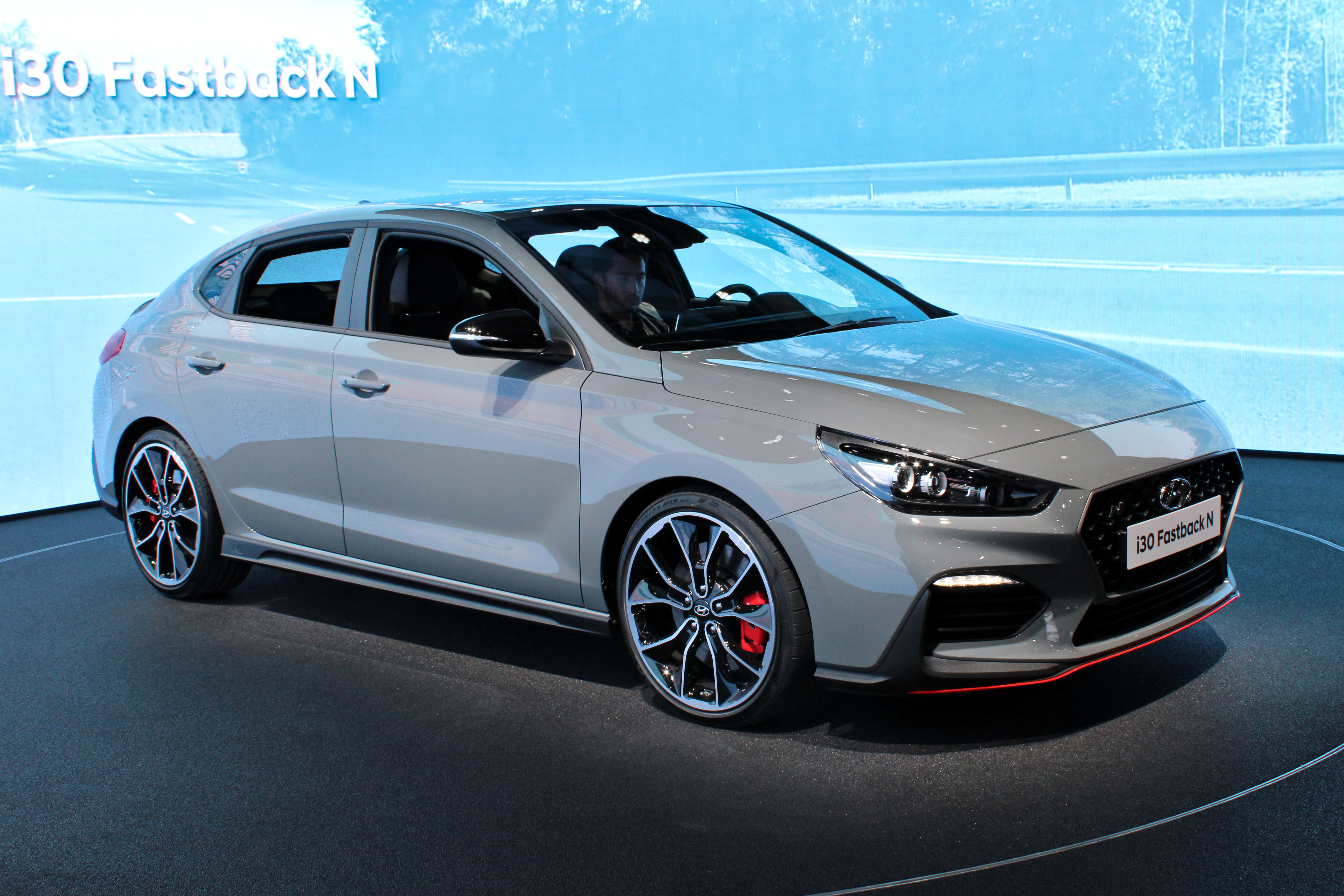
ファストバック　N
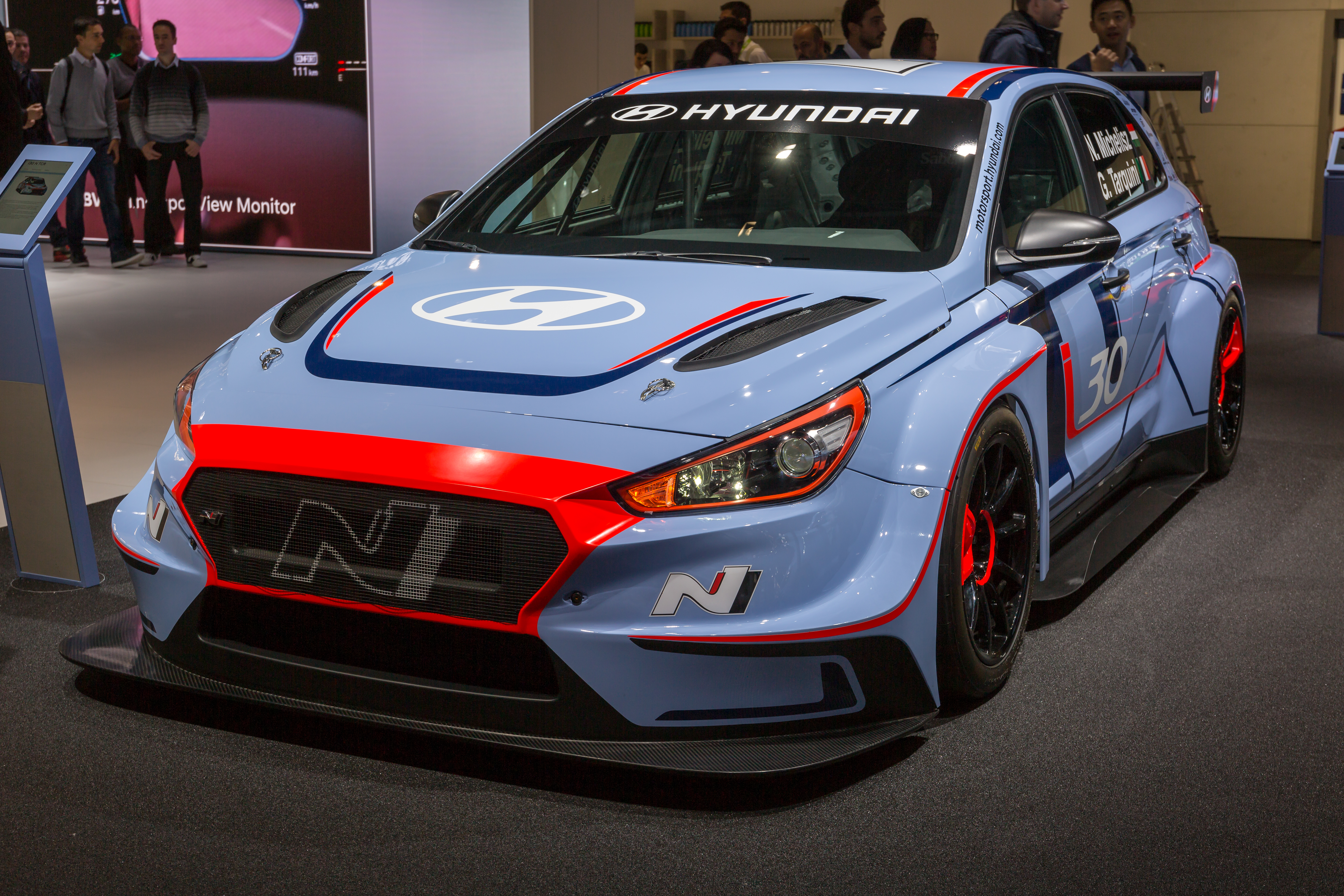
i30 N TCR

| 区分 | i301.4Lガソリンターボ                                    | i301.6Lガソリンターボ               | i301.6Lディーゼル          |
| ---- | -------------------------------------------------------- | ----------------------------------- | -------------------------- |
| i30  | スタイル チューナーパッケージ スマート モダン プレミアム | スポーツ スポーツプレミアム Nライン | スマート モダン プレミアム |

## モータースポーツ
2013年にドイツに設立されたHMGH（ヒュンダイ・モータースポーツ有限会社）のサーキットレース用マシンとしてよく用いられており、ニュルブルクリンク24時間レースではSP3クラス3連覇を達成した。
2018年には、前述のi30 N TCRがWTCR（世界ツーリングカーカップ）のチャンピオンマシンとなった。